# Ókori egyiptomi kert

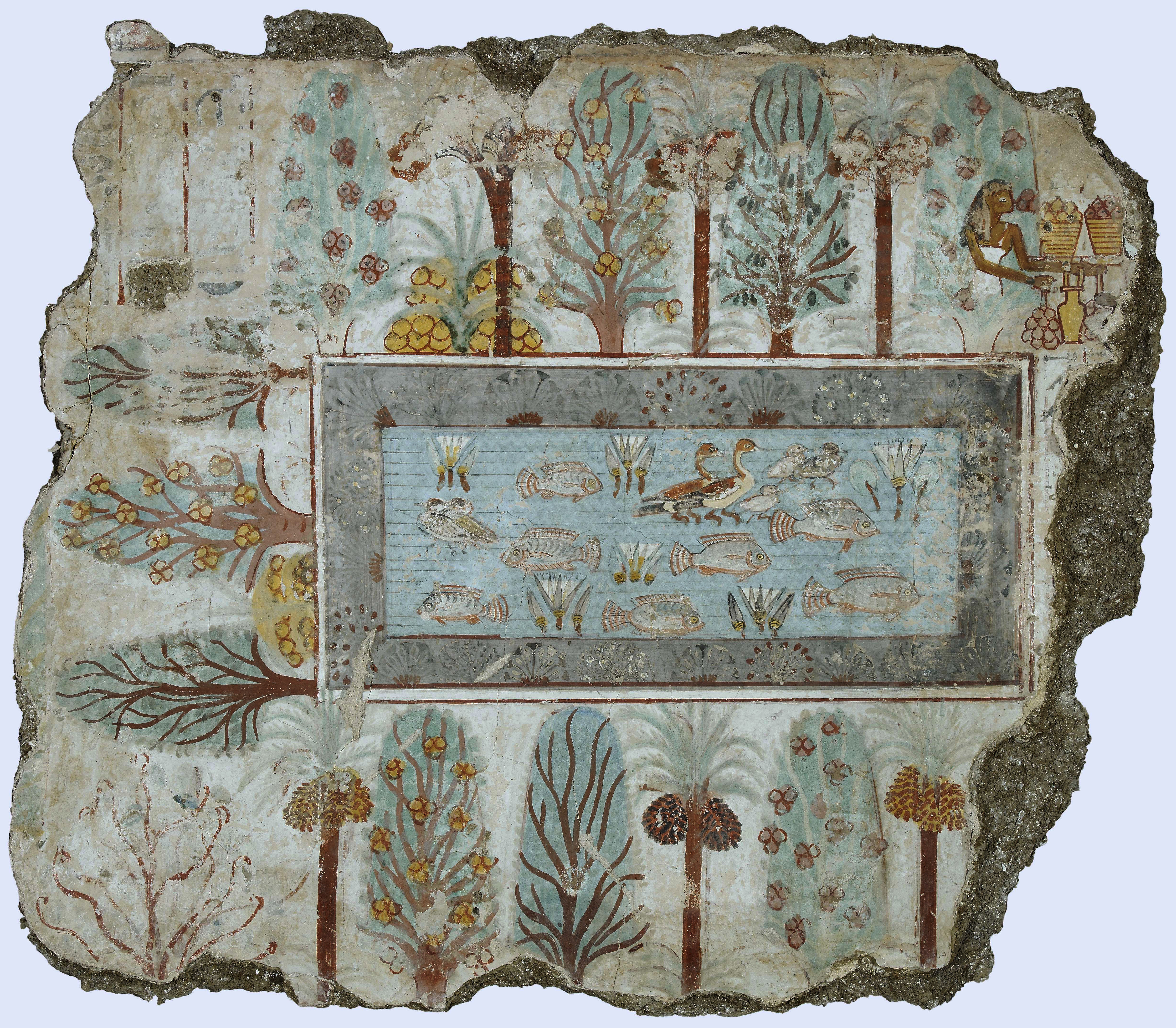
Kert Nebamon sírjának falfestményén

Az egyiptomi kert szigorúan szimmetrikus, mértanias elrendezésű kerttípus. A kertben lévő épületeket gyakran csatornák kötötték össze, amik helyenként téglalap alakú medencékké szélesedtek. Ezek mentén sorba ültetett fák, szőlőlugasok voltak, a vízben lótuszok. A tónak szép példája, amit III. Amenhotep készíttetett Tije királyné részére (Kr. e. 14. század), leírása egy emlékszkarabeuszon maradt fenn; 1,5 km hosszú és 300 m széles medencéjében csónakos felvonulásokat rendeztek.

## Általános jellemzői
Történeti kert. Kevés ilyen kert volt, főleg a fáraó, főpapok, esetleg hivatalnokok építettek ilyet. Jellemzően a vallási szertartások színhelye volt. Az architektonikus kertek elődje. Nem tudatosan formázták, hanem gyakorlati megfontolások alapján.
- Magas kőkerítéssel körbevett – homokvihar kivédésére
- Szabályos téglalap alapú
- Középen 50–1000 m hosszú csatornával rendelkezett, ami nemcsak az öntözést, hanem a vallási szertartások színhelyéül is szolgált.

Kevés növényt ültettek, de azokat szabályos, geometriai formában. Főleg gyors növekedésű, nagy lombot biztosító, hosszú élettartamú növényeket szerettek alkalmazni.

## Felhasznált növények
- Szikomorfa (Ficus sycomorus), amely a szerelem, a termékenység, a születés és halál jelképe. Belőle készítették a múmiakoporsókat is, 1000 éves példányai is vannak.
- Papírusznád (Cyperus papyrus)
- Quercus symorus, örökzöld levelű, sok termést hozó és ezért szintén termékenységet jelképező fa.
- Puszpáng (Buxus sempervirens) – faként nevelték
- Nelumbo aegyona – régi egyiptomi faj, amit nagyon kedveltek. Ma már helyette inkább Nelumbo nucifera azaz lótusz használható.

## Képek

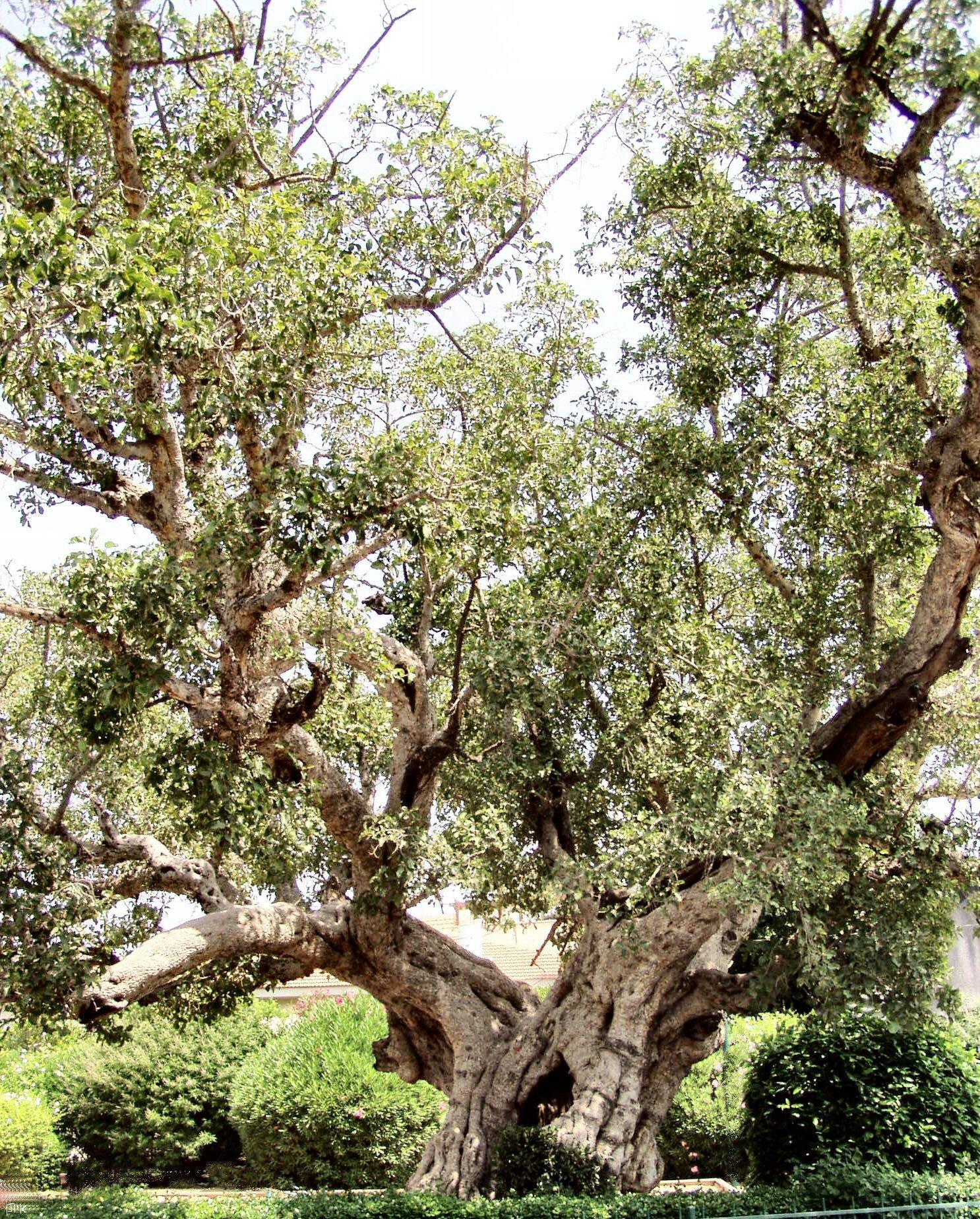
Szikomorfa
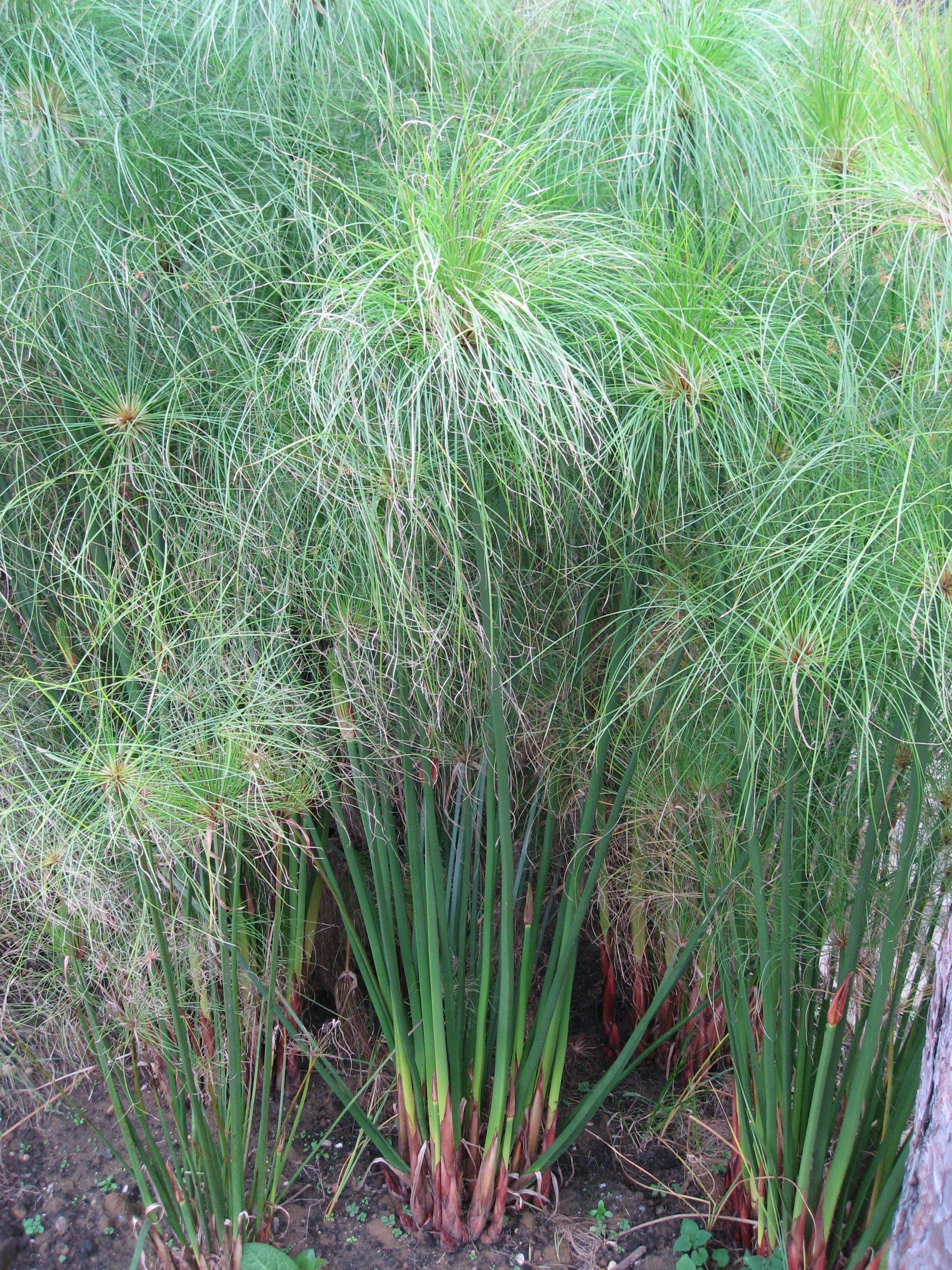
Papirusznád
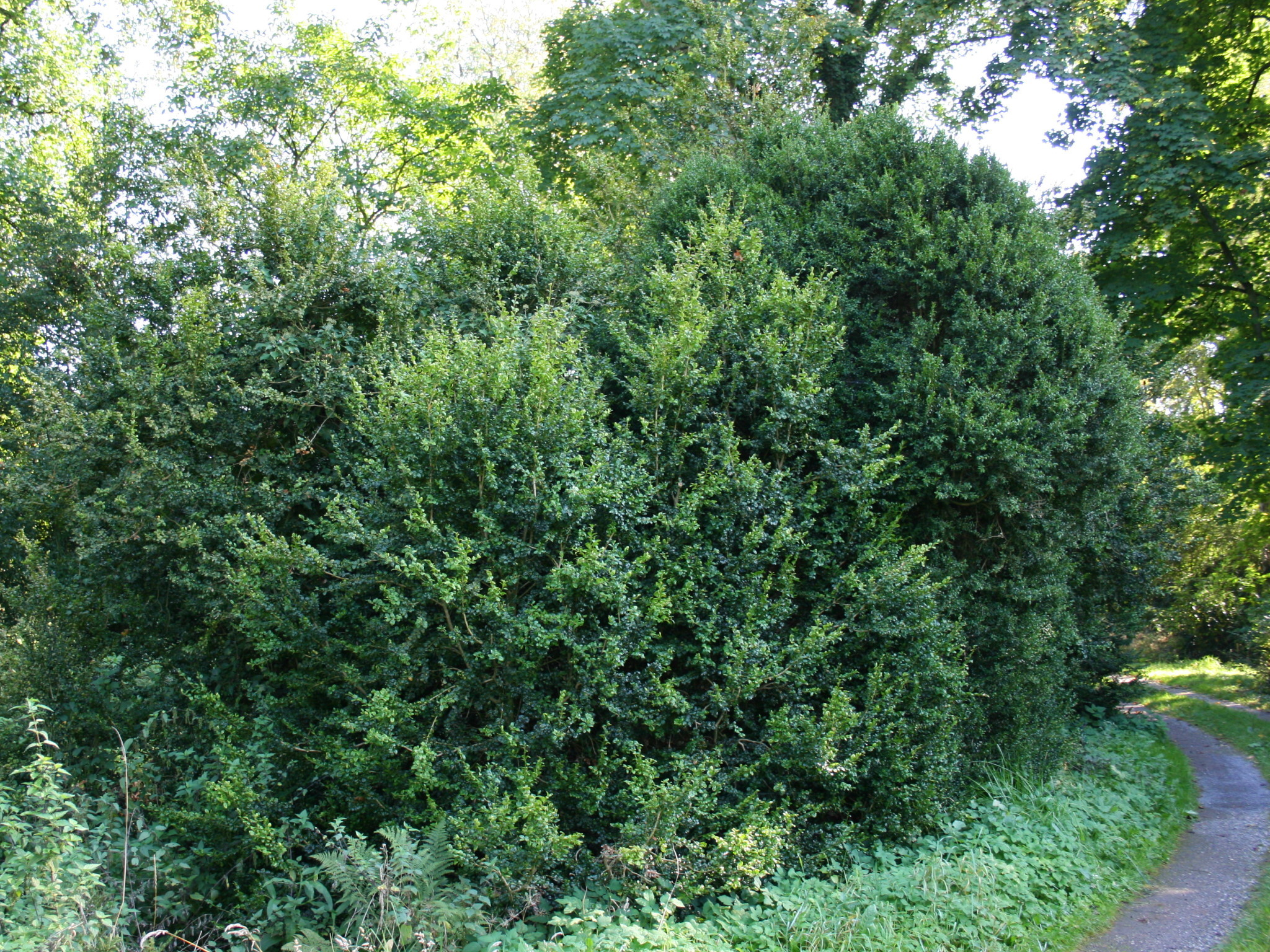
Buxus
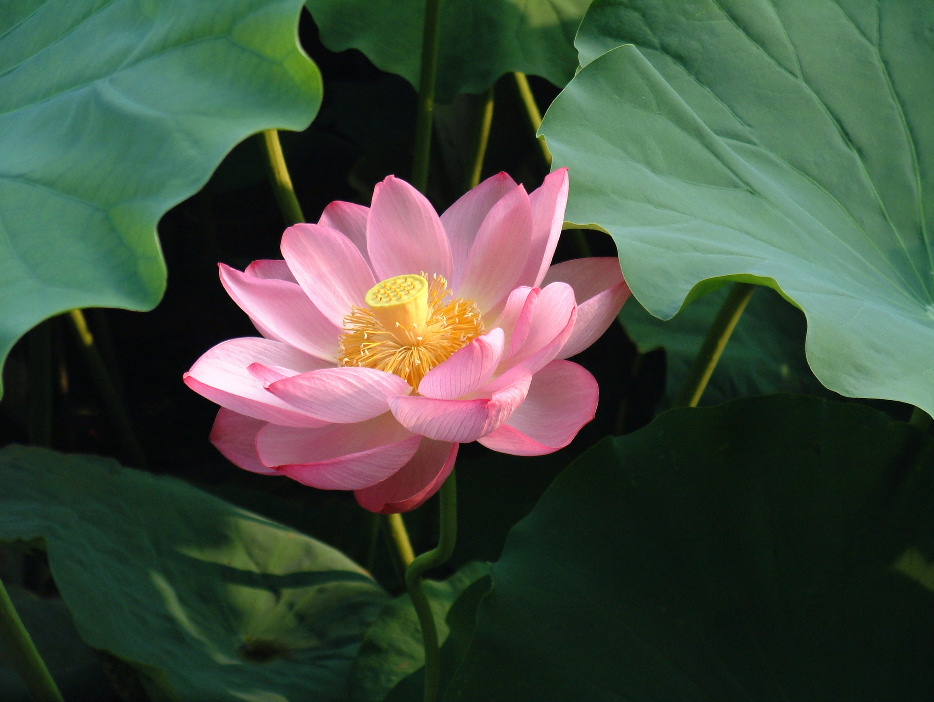
Nelumbo nucifera

## Külső hivatkozások
- A Little Something on Gardens in Ancient Egypt